# Vivo (álbum de Chayanne)
Vivo es el nombre del primer álbum en directo del cantante puertorriqueño Chayanne. Fue lanzado al mercado bajo el sello discográfico Sony BMG el 28 de octubre de 2008, con ediciones en CD y/o DVD. El álbum, grabado de un concierto ofrecido en el Estadio River Plate en Buenos Aires, Argentina, durante la gira de conciertos del intérprete "Mi tiempo Tour" en septiembre de 2007, contiene 12 canciones, mientras que la edición en DVD contiene un total de 16 temas grabados.

## Lista de canciones

### CD
1. Y tú te vas
2. Yo te amo / Atado a tu amor (medley)
3. No te preocupes por mí
4. Caprichosa
5. Tengo miedo
6. Si nos quedara poco tiempo
7. Lola
8. Dejaría todo
9. Un siglo sin ti / Contra vientos y mareas (medley)
10. Torero
11. Te echo de menos
12. Provócame

### DVD
1. Y tú te vas
2. Salomé / Boom boom (medley)
3. Yo te amo / Atado a tu amor (medley)
4. No sé por qué
5. No te preocupes por mí
6. Caprichosa
7. Tengo miedo
8. Si nos quedara poco tiempo
9. Lola
10. Este ritmo se baila así / Baila Baila (medley)
11. Dejaría todo
12. Un siglo sin ti / Contra vientos y mareas (medley)
13. Santa Sofía
14. Torero
15. Te echo de menos
16. Provócame